# Valtopina
Valtopina är en ort och kommun i provinsen Perugia i regionen Umbrien i Italien. Kommunen hade 1 351 invånare (2018).